# Carcinoma mucoepidermoide
Il  carcinoma mucoepidermoide  è una neoplasia maligna che nasce maggiormente nelle ghiandole salivari e nei bronchi. Essa è una sotto forma del tipo squamoso

## Storia
Individuata per la prima volta nel 1952 era detto tumore epidermoide perché si pensava che non sempre fosse maligno (in realtà la prognosi dipende dal grado come descritto sotto).

## Epidemiologia
Di diffusione rara conta l'1% delle forme tumorali che colpiscono i bronchi. In età infantile costituisce la forma più diffusa di tumore alle ghiandole salivari, l'età media si attesta dal secondo al quarto decennio.

## Sintomatologia della forma polmonare
Si mostra tosse, dolore toracico, dispnea, asma ed emottisi.

## Istologia
È costituito da una commistione di cellule mucipare, squamose ed indifferenziate. Se prevalgono queste ultime due rispetto alle altre il tumore si classifica come scarsamente differenziato; al contrario si descrive come ben differenziato. 
Inoltre nella forma ben differenziata  (o di basso grado) l'aspetto è capsulato o cistico, senza necrosi e il diametro minore di 4 centimetri così come nelle cellule non si evidenziano atipie (vale il contrario per le forme scarsamente differenziate o di alto grado).

## Prognosi
La sopravvivenza è del 90% a 5 anni per le forme di basso grado e per quelle di altro grado invece è correlata alla radicalità dell'exeresi.

## Terapia
Si utilizzano chemioterapia e radioterapia